# Конституция Республики Сербской
Конституция Республики Сербской (серб. Устав Републике Српске, босн. и хорв. Ustav Republike Srpske) — главный закон и правовой акт в системе правовых актов Республики Сербской. Конституция регулирует взаимоотношения в обществе, республиканскую организацию и полномочия республиканских органов власти.
Первая Конституция была принята 28 февраля 1992 года. Тогда она называлась Конституция Сербской Республики Боснии и Герцеговины. Главный закон РС был принят в годы распада Югославии. С момента принятия Конституция неоднократно менялась и дополнялась. В основном, это было связано с её редакцией после Дейтонских соглашений и решениями Конституционного суда Боснии и Герцеговины. Также Конституция неоднократно менялась во время мандата Высокого представителя в БиГ Пэдди Эшдауна. Были озвучены и требования принятия новой конституции.

## Структура
Структура Конституции РС состоит из 12 глав и 140 статей.
1. Основные положение
2. Права и свободы человека
3. Экономическое и социальное устройство
4. Права и обязанности Республики
5. Организация Республики
6. Территориальная организация
7. Оборона Республики
8. Конституционность и законность
9. Конституционный суд
10. Суды и прокуратура
11. Изменение Конституции
12. Заключительные положения